# 马陆葡萄主题公园
马陆葡萄主题公园是中華人民共和國上海市嘉定區馬陸鎮的一個以葡萄為主題的公園，占地30公頃，內有100多个葡萄品种，園內分為葡萄科普园、科普馆、儿童乐园、迎宾园、采摘园等景点。公園建於2005年。2009年，被評為國家3A級旅遊景區。习近平擔任上海市委书记期間曾來到马陆葡萄主题公园参观，並将马陆葡萄主题公园称为“上海的吐鲁番”。